# 1,3,3,3-Tetrafluoropropen
C3H2F4 (Tetraflourpropen)- 1,3,3,3-Tetrafluoro-1-propene (CHF=CHCF3, [molmasse 114.04 g mol−1] er en kemisk forbindelse, som kan finde anvendelse som kølemiddel i klimaanlæg eller som drivgas. Som kølemiddel er tetraflourpropen kendt under navnet HFO-1234ze. Kølemidlet er relativt nyt, meget miljøvenligt og er udset til at afløse kølemidlet HFC-134a, 1,1,1,2-Tetrafluoroethane. Tetraflourpropen har et GWP "Global-warming potential" på 6.
Ifølge Montreal-protokollen skal kølemidler indeholdende CFC udfases og erstattes af stoffer som yder et mindre bidrag til nedbrydning af ozonlaget. HFO-1234ze er som kølemiddel oplagt som erstatning for HFC-134a. HFO-1234ze kan i de fleste applikationer erstatte HFC-134a direkte som kølemiddel.